# آنا تر-آوتیکیان
آنا تر-آوتیکیان (ارمنی: Աննա Տեր-Ավետիքյան؛ انگلیسی: Anna Ter-Avetikyan؛ ۱۰ آوریل ۱۹۰۸ – ۱۶ ژانویهٔ ۲۰۱۳) معمار اهل ارمنستان بود. وی بین سال‌های ۱۹۲۶ تا ۱۹۷۲ میلادی فعالیت می‌کرد. وی بیش از چهل ساختمان در سرتاسر ارمنستان طراحی نمود.

## زندگی
آنا تیگرانوفنا تر-اوتیکیان در ۲۳ آوریل [سبک قدیمی: ۱۰ آوریل] ۱۹۰۸ در ایروان، که در آن زمان در فرمانداری ایروان، امپراتوری روسیه بود، متولد شد. در زمان الحاق ارمنستان به روسیه از طرف امپراتوری عثمانی، اجداد وی از طرف نیکلای اول روسیه به دلیل ارائه کمک و تجهیزات پزشکی به نیروهای ژنرال ایوان پاسکویچ، عنوان شریفی از آن دریافت کردند. او از خانواده ای از معماران و توسعه دهندگان شهر بود که به خاطر خلق آثاری مانند اولین سیستم آب آشامیدنی ایروان، اولین بیمارستان شهر، و سایر بناهای دیدنی شهرت داشتند. پدرش، تیگران تر-آوتیکیان و برادرش، یرواند، تالار فیلارمونیک ایروان، ساختمان شورای شهر در میدان شاهومیان و سایر آثار برجسته را ایجاد کردند. پس از اتمام تحصیلات دبیرستان، در سال ۱۹۲۴، تر-آوتیکیان در دانشکده فنی دانشگاه دولتی ایروان (YSU) برای تحصیل معماری ثبت نام کرد. در سال ۱۹۲۶، همزمان با تحصیل، وی برای نیکوهاوس بونیاتیان و الکساندر تمانیان، معماران برجسته ای که طرح جامع شهر ایروان و بسیاری از ساختمانهای آن را طراحی کردند، کار کرد. برنامه او در این زمان این بود که صبح‌ها به مدرسه برود، بعد از ظهرها در کارگاه بونیاتیان کار کند و عصرها با تامانیان کار کند. تر-آوتیکیان در سال ۱۹۳۰ فارغ‌التحصیل شد و اندکی پس از آن، با معمار دیگر خود، کنستانتین هووانیسیان، که در دانشگاه یوسو تحصیل کرده بود، ازدواج کرد و همچنین در بونیاتیان و تمانیان مشغول به کار بود.
وی همچنین برندهٔ جوایزی شده است. از جمله به او در سال ۲۰۰۸ توسط شهرداری ایروان، مدال طلای «ایروان» اعطا شد.
وی در ۱۶ ژانویهٔ ۲۰۱۳ در سن ۱۰۴ سالگی در ایروان درگذشت.

## نگارخانه

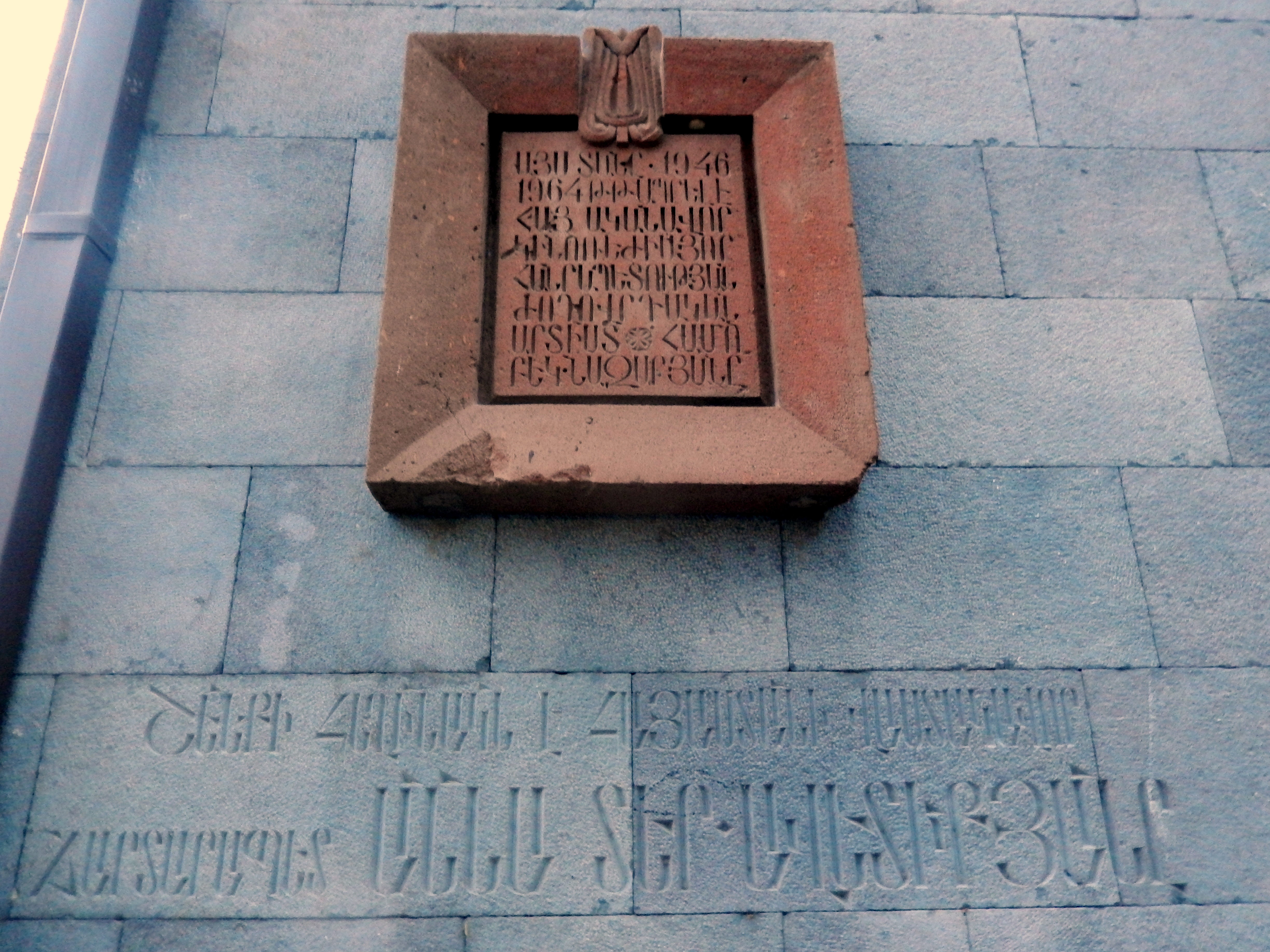
خانه مسکونی فیلمبرداران
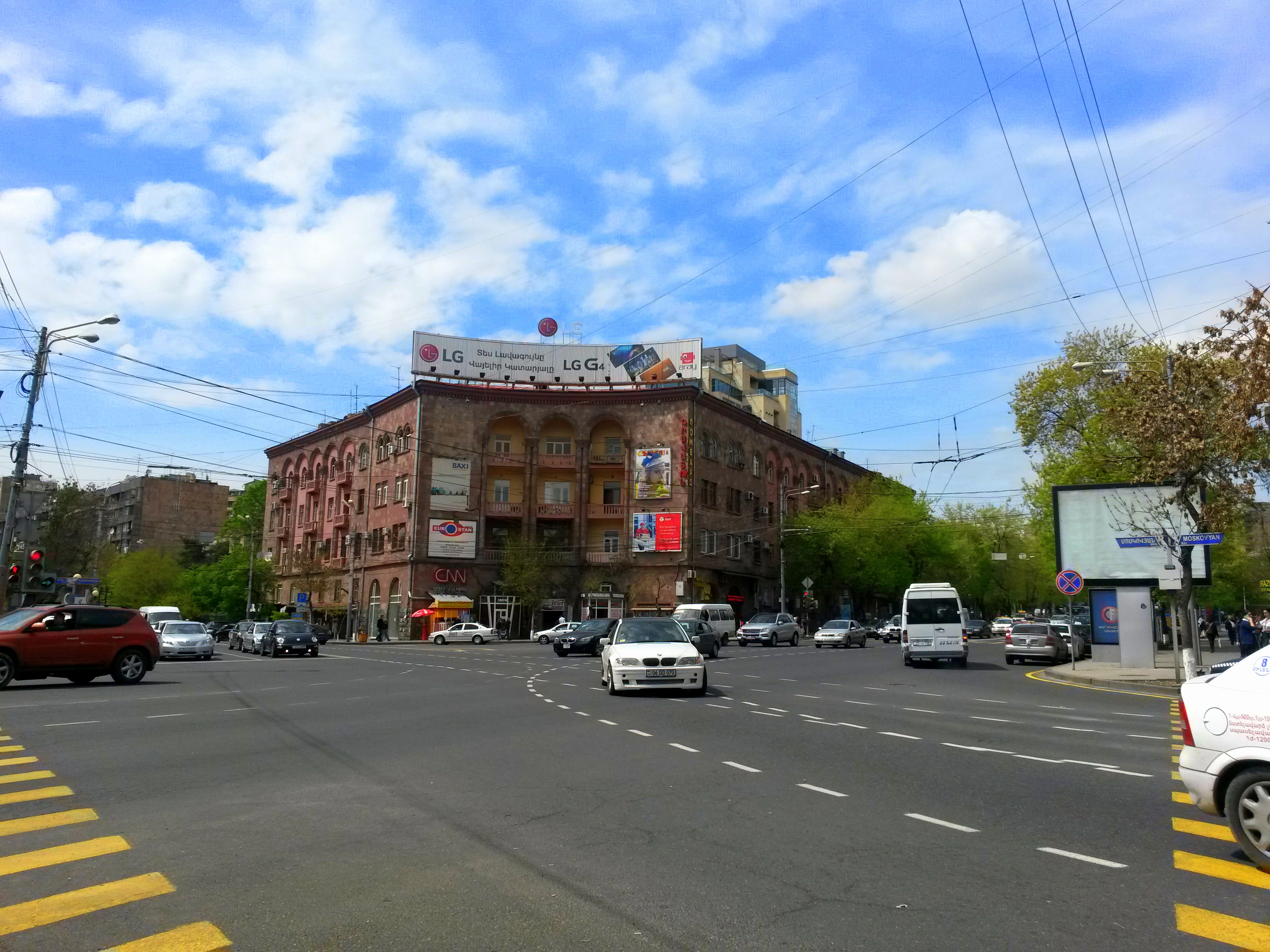
خانه مسکونی در جنب خیابان‌های موسکویان و باقرامیان
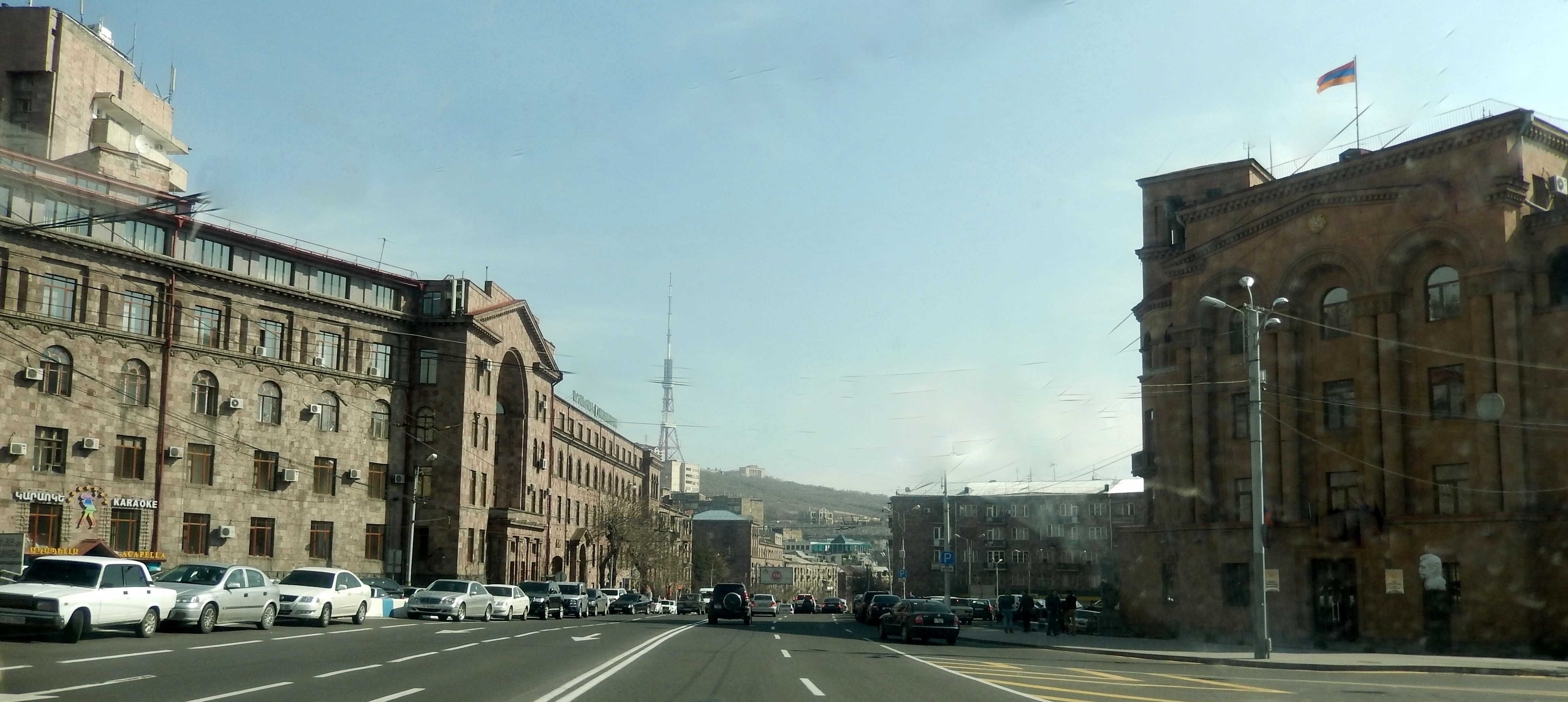
ساختمان پلیس از سمت راست
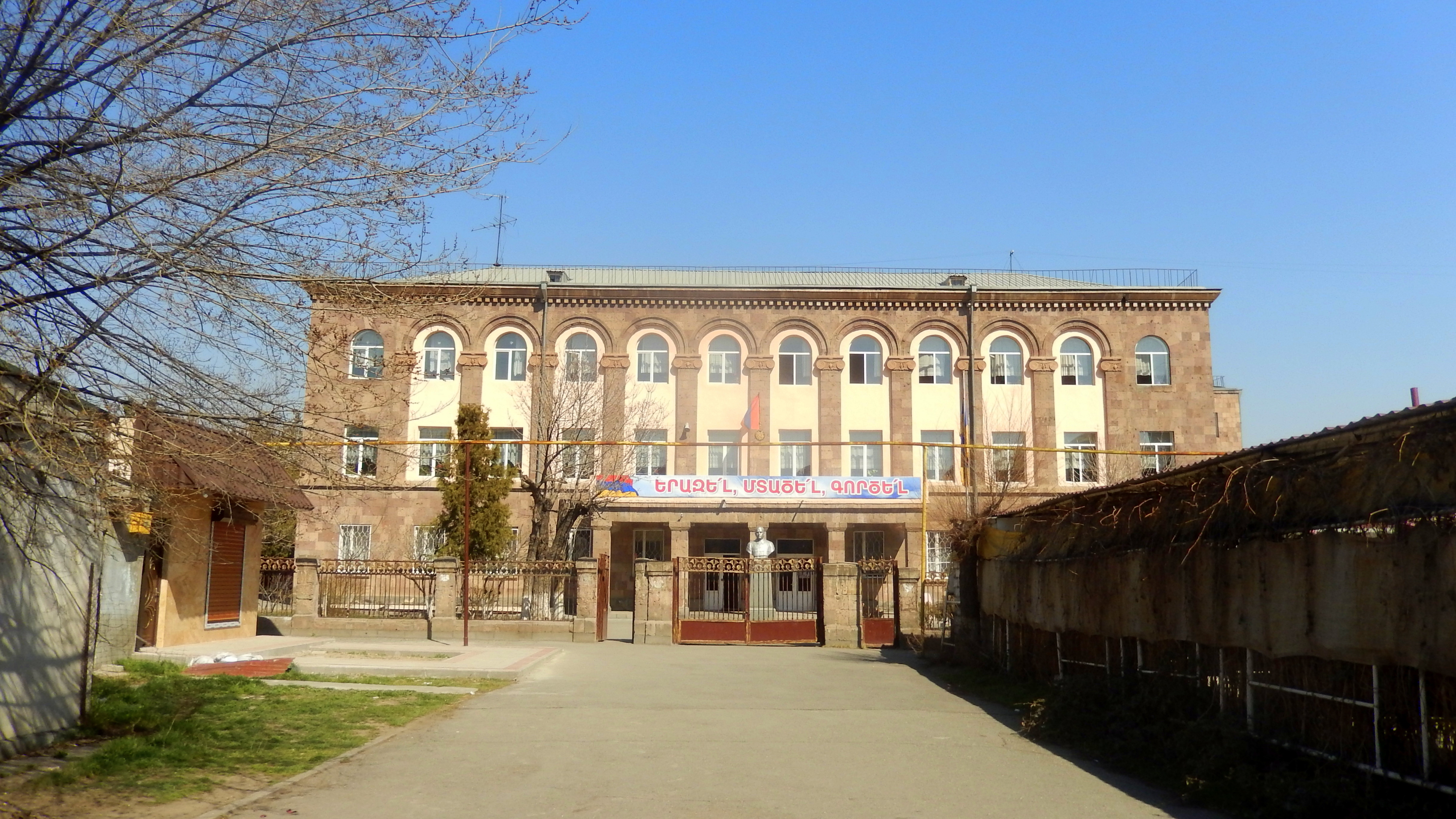
ساختمان مدرسه میاسنیکیان
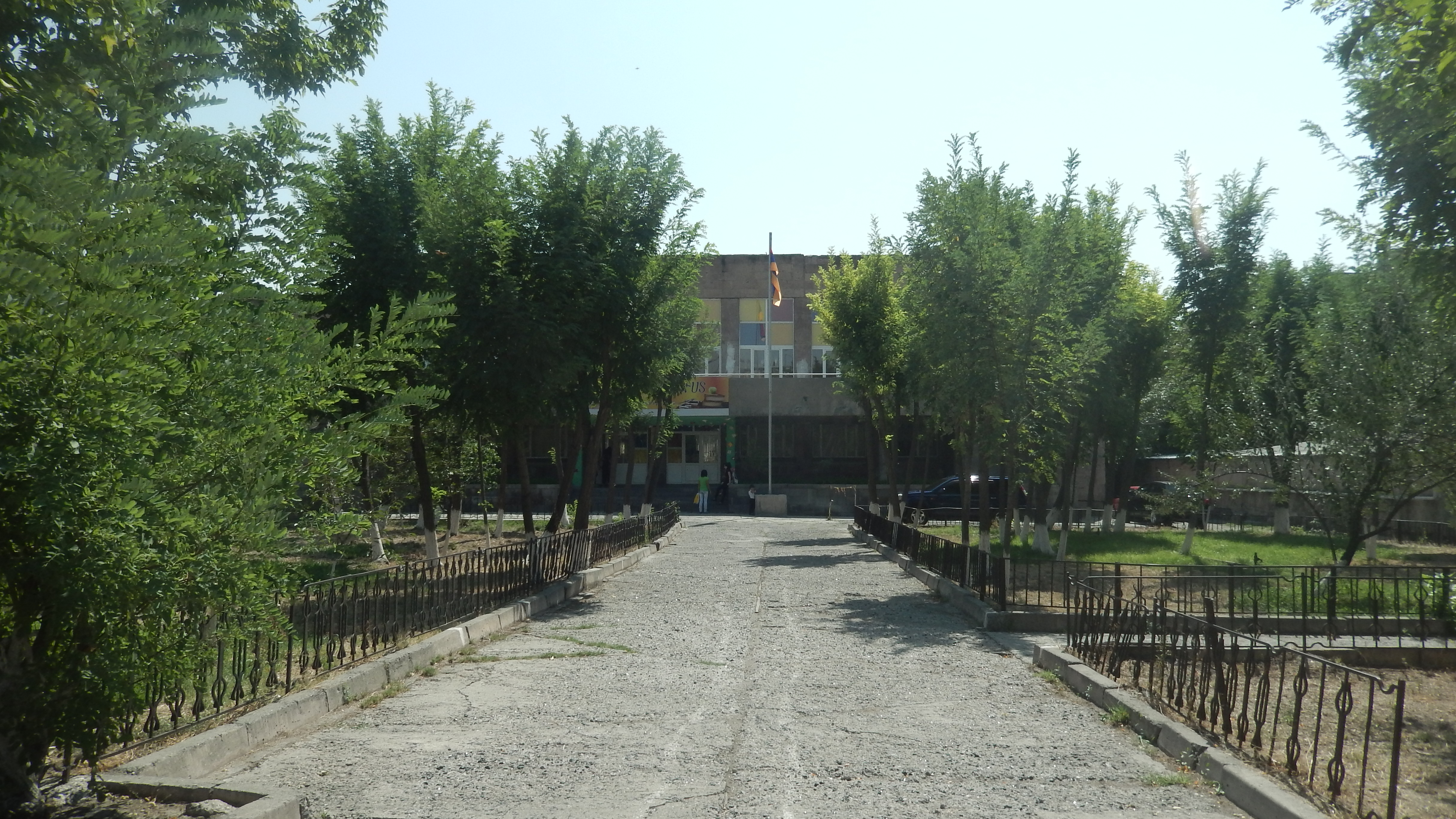
ساختمان مدرسه نالباندیان